# Remada
Remada (arabisch رمادة, DMG Ramāda) ist ein Ort mit etwa 4500 Einwohnern und gleichzeitig eine Delegation mit etwa 10.000 Einwohnern im Südosten Tunesiens. Remada ist die südlichste Stadt des Landes; zur Weiterreise in das südlich anschließende Sperrgebiet ist eine behördliche Genehmigung erforderlich.

## Lage
Remada liegt in einer Dattelpalmenoase in einer Höhe von ca. 300 m ü. d. M. ca. 615 km südlich der Hauptstadt Tunis und rund 80 km südlich der Gouvernements-Hauptstadt Tataouine.

## Wirtschaft
Traditionell lebten die Bewohner als Bauern und halbnomadische Viehzüchter (Transhumanten). Auch der Karawanenhandel hat zum Überleben der Stadt beigetragen. Heute spielt eine Garnison der tunesischen Armee mitsamt Militärflugplatz die wichtigste Rolle im Wirtschaftsleben.

## Geschichte
Im ausgehenden ersten oder beginnenden zweiten Jahrhundert n. Chr. erbauten die Römer hier das Kastell Tillibari. Es war für Sicherungs- und Überwachungsaufgaben am Limes Tripolitanus in der Provinz Africa proconsularis zuständig. Noch in der Spätantike, um 400 n. Chr. bestand Tillibari als wichtiger Hilfstruppenstützpunkt.
Ab 1881 errichteten die Franzosen in Tunesien ein Protektorat. Unter ihrer Herrschaft wurde mit der Erforschung des römischen Limes in Tripolitanien begonnen und 1914 das Kastell teilweise erforscht. Durch den Beginn des Ersten Weltkriegs mussten diese Arbeiten eingestellt werden. Bis 1918 hatte die französische Armee auf dem Kastellgelände eine Garnison eingerichtet und damit die bis dahin stellenweise noch zwei bis drei Meter hohen antiken Baureste völlig zerstört. Hierher verbrachten die Franzosen im Jahr 1952 den von ihnen abgesetzten Ministerpräsidenten Mohammed Chenik. Zwei Jahre nach der Unabhängigkeit Tunesiens, im Juni 1958, kam es hier zu schweren Kämpfen mit zahlreichen Toten, als die Franzosen die Garnison für einige Tage bis Anfang Juli eroberten und besetzten. Anschließend übernahm die tunesische Armee das Areal.
In den 1970er und 1980er Jahren wurde die gesamte Region Remada in die Hauptverteidigungslinie gegen mögliche Einfälle aus Libyen einbezogen. Die Beziehungen zwischen Tunesien und dem Nachbarland waren unter anderem durch einige Grenzzwischenfälle angespannt.